# Lycosa sabulosa
Lycosa sabulosa là một loài nhện trong họ Lycosidae.
Loài này thuộc chi Lycosa. Lycosa sabulosa được Octavius Pickard-Cambridge miêu tả năm 1885.